# Congregacionalismo
El congregacionalismo es un movimiento que surgió de las iglesias protestantes inglesas desde finales del siglo XVI hasta principios del XVII.

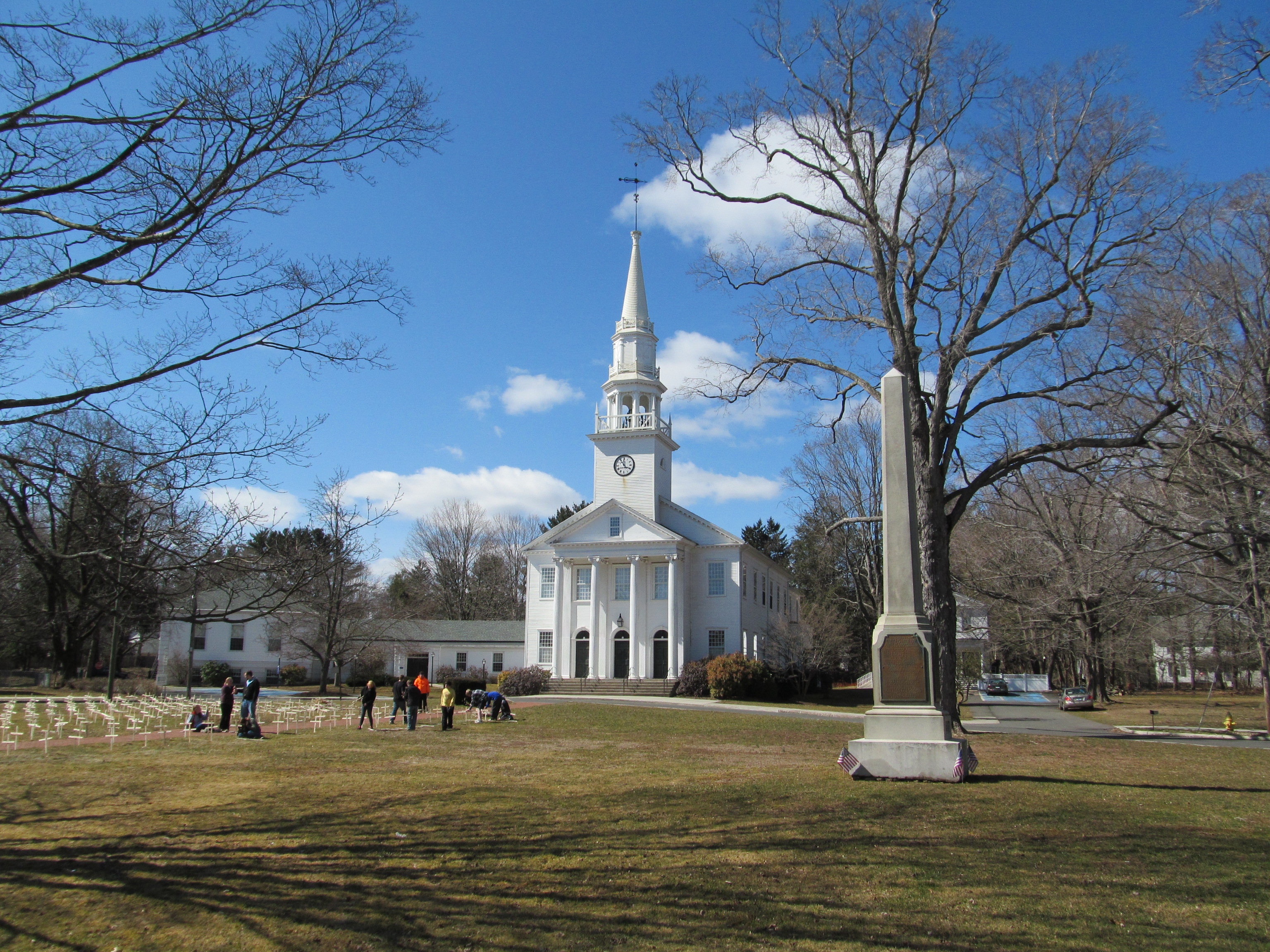
Una iglesia congregacional en Cheshire, Connecticut, Estados Unidos.

Creado como una extensión del puritanismo, hizo énfasis en el derecho y deber de cada congregación a gobernarse por sí misma, independientemente de cualquier autoridad. Su influencia más grande y con mayor cantidad de partidarios se ubicó en los Estados Unidos, donde los puritanos se asentaron en la colonia de Plymouth.
El Pacto Half-Way (1662) suavizó las condiciones de afiliación y el Primer Gran Despertar condujo al congregacionalismo estadounidense lejos de sus raíces calvinistas. Muchas iglesias desertaron al unitarismo.
En general, los congregacionalistas evitaron credos y dieron prioridad a la predicación por encima de los sacramentos, aceptando solamente el bautismo y la eucaristía. Los congregacionalistas ingleses son ahora parte de la United Reform Church. La mayoría de los congregacionalistas americanos pertenecen a la Iglesia Unida de Cristo, confesión de la que es miembro el presidente Barack Obama, aunque en los Estados Unidos aparte de esta también hay la Iglesia de los Discípulos de Cristo. La familia de la serie 7 en el Paraíso pertenecía a Discípulos de Cristo.
Las iglesias bautistas, los discípulos de Cristo y el unitarismo universalista ejercen asimismo la organización política congregacional.

## El sistema de gobierno
Congregacionalista describe una forma de gobierno de la iglesia que se basa en la congregación local. Cada congregación local es independiente y autosuficiente, gobernada por sus propios miembros. Algunos se unen para formar asociaciones voluntarias con otras congregaciones que comparten creencias similares (por ejemplo, la Asociación de Willow Creek y la Asociación Unitaria Americana). Otros se unen a "convenciones", como la Convención Bautista del Sur, la Convención Bautista Nacional o las Iglesias Bautistas Americanas de Estados Unidos (anteriormente, la Convención Bautista del Norte). 
En el congregacionalismo cuáquero, no se posee un credo o confesión de fe escrita obligatoria, ni dogmas, ni ritos, ni reuniones obligatorias periódicas, ni obediencia a un líder indiscutible, ni profetas (solo portavoces); ni siquiera se denominan iglesia, por lo cual se llaman oficialmente Sociedad Religiosa de los Amigos. Las "reuniones mensuales", que son la unidad de administración más básica, pueden organizarse también en reuniones trimestrales más grandes o en reuniones anuales. Las reuniones mensuales, trimestrales o anuales también pueden asociarse con grandes asociaciones "paraguas", como la Conferencia General de Amigos, o la Reunión de Amigos Unidos. Estas convenciones generalmente proporcionan lazos más fuertes entre las congregaciones, incluida alguna dirección doctrinal y la puesta en común de recursos financieros. Las congregaciones que pertenecen a asociaciones y convenciones todavía son gobernadas independientemente. La mayoría de las iglesias no confesionales están organizadas según características congregacionalistas. Muchos no consideran a estas asociaciones voluntarias como "denominaciones" porque "creen que no hay otra iglesia que no sea la iglesia local, y las denominaciones son diferentes a las Escrituras".
Este modo de practicar la fe, de un profundo liberalismo, ejerció un gran influjo en la Constitución de los Estados Unidos a través de los escritos de William Penn, fundamentales para la creación del estado de Pensilvania.

## Iglesia Congregacional
Los principios del congregacionalismo se remontan a las sociedades de peregrinos de los Estados Unidos a principios del siglo XVII. El congregacionalismo expresó el punto de vista de que cada iglesia local es una realización completa en miniatura de toda la Iglesia de Jesucristo ; y la Iglesia, mientras que en la tierra, además de la iglesia local, solo puede ser invisible e ideal. Mientras que otras teorías pueden insistir en la verdad de las primeras, el precepto último del congregacionalismo le da a toda la teoría un carácter único entre los planes del gobierno de la iglesia. No hay otra referencia que la congregación local para la "iglesia visible" en el congregacionalismo. Y, sin embargo, la conexión de todos los cristianos también se afirma, aunque de una manera que los defensores de este punto de vista usualmente rechazan, a menudo intencionalmente, para elaborar de forma más clara o consistente. Este primer principio fundamental por el cual se guía el congregacionalismo lo limita a operar con el consentimiento de cada reunión de creyentes.
Aunque el "gobierno congregacional" puede parecer sugerir que la democracia pura reina en las iglesias congregacionales, esto rara vez sucede. Se concede, con pocas excepciones (es decir, en algunas iglesias anabaptistas), que Dios ha entregado el gobierno de la Iglesia a las manos de un ministerio ordenado . Lo que hace único al congregacionalismo es su sistema de controles y equilibrios, que restringe la autoridad del clero, los oficiales laicos y los miembros.
Lo más importante es que los límites de los poderes de los ministros y oficiales de la iglesia están establecidos por recordatorios claros y constantes de las libertades garantizadas por el Evangelio a los laicos, colectiva e individualmente. Con esa libertad viene la responsabilidad de cada miembro de gobernarse a sí mismo bajo Cristo. Esto requiere que los laicos ejerzan una gran caridad y paciencia para debatir los problemas entre sí y buscar la gloria y el servicio de Dios como la consideración más importante en todas sus decisiones.
La autoridad de todas las personas, incluidos los oficiales, está limitada en la congregación local por una definición de unión, o un pacto, mediante el cual los términos de su cooperación juntos se explican y acuerdan. Esto podría ser algo tan mínimo como una carta que especifica un puñado de doctrinas y expectativas de comportamiento, o incluso una declaración que solo garantice libertades específicas. O bien, puede ser una constitución que describa un sistema doctrinal integral y que especifique los términos bajo los cuales la iglesia local está conectada a otras iglesias locales, a las que las congregaciones participantes dan su consentimiento. En el congregacionalismo, más bien singularmente, se entiende que la iglesia es una asociación verdaderamente voluntaria.
Finalmente, la teoría congregacional prohíbe estrictamente a los ministros gobernar sus iglesias locales por sí mismos. El ministro no solo sirve con la aprobación de la congregación, sino que los comités impiden que el pastor ejerza el poder sin el consentimiento del comité en particular o de toda la congregación. Es una contradicción del principio congregacional si un ministro toma decisiones con respecto a la congregación sin el voto de estos otros oficiales.
Los otros oficiales pueden llamarse diáconos, presbítero o sesión (tomando la terminología presbiteriana), o incluso vestry (tomando el término anglicano); no es su etiqueta lo que es importante para la teoría, sino su estado laico y su voto por igual Con el pastor, al decidir los asuntos de la iglesia. Si bien es más probable que otras formas de gobierno de la iglesia definan la tiranía como "la imposición de un gobierno injusto", una iglesia gobernada por la congregación probablemente definiría la tiranía como "transgresión de la libertad" o equivalente, "gobernar por un hombre". Para un congregacionalista, ningún abuso de autoridad es peor que la concentración de todo poder decisivo en manos de un cuerpo gobernante, o una persona.
Siguiendo este sentimiento, el congregacionalismo ha evolucionado a lo largo del tiempo para incluir aún más la participación de la congregación, más tipos de comités laicos a los que se asignan diversas tareas y más decisiones sujetas al voto de todos los miembros.
Una de las características más notables de la congregación del patrimonio de Nueva Inglaterra (o del Reino Unido) ha sido su papel de liderazgo constante en la formación de "uniones" con otras iglesias. Tales sentimientos se fortalecieron especialmente a fines del siglo XIX y principios del XX, cuando el ecumenismo evolucionó desde una perspectiva liberal no sectaria sobre las relaciones con otros grupos cristianos que acompañaron la relajación de las tendencias calvinistas sostenidas por las generaciones anteriores. La teoría congregacionalista de la independencia dentro de una unión ha sido una piedra angular de la mayoría de los movimientos ecuménicos desde el siglo XVIII.